# Torśke (hromada Łyman)
Torśke (ukr. Торське) – wieś na Ukrainie, w obwodzie donieckim, w rejonie kramatorskim. W 2001 liczyła 1653 mieszkańców.